# Dryopteris lustrata
Dryopteris lustrata là một loài thực vật có mạch trong họ Dryopteridaceae. Loài này được (Hieron.) C. Chr. miêu tả khoa học đầu tiên năm 1905.